# Rumex occidentalis
Rumex occidentalis är en slideväxtart som beskrevs av S. Wats.. Rumex occidentalis ingår i släktet skräppor, och familjen slideväxter. Utöver nominatformen finns också underarten R. o. tomentellus.